# Ampelocalamus scandens
Ampelocalamus scandens är en gräsart som beskrevs av Chi Ju Hsueh och W.D.Li. Ampelocalamus scandens ingår i släktet Ampelocalamus och familjen gräs. Inga underarter finns listade i Catalogue of Life.